# Carl Salomon (Mediziner)
Carl Salomon (geboren 9. August 1881 in Detmold; gestorben nach dem 3. April 1942 im Konzentrations- und Vernichtungslager Lublin-Majdanek Polen) war ein deutscher Arzt, Militärarzt und Chirurg.

## Leben

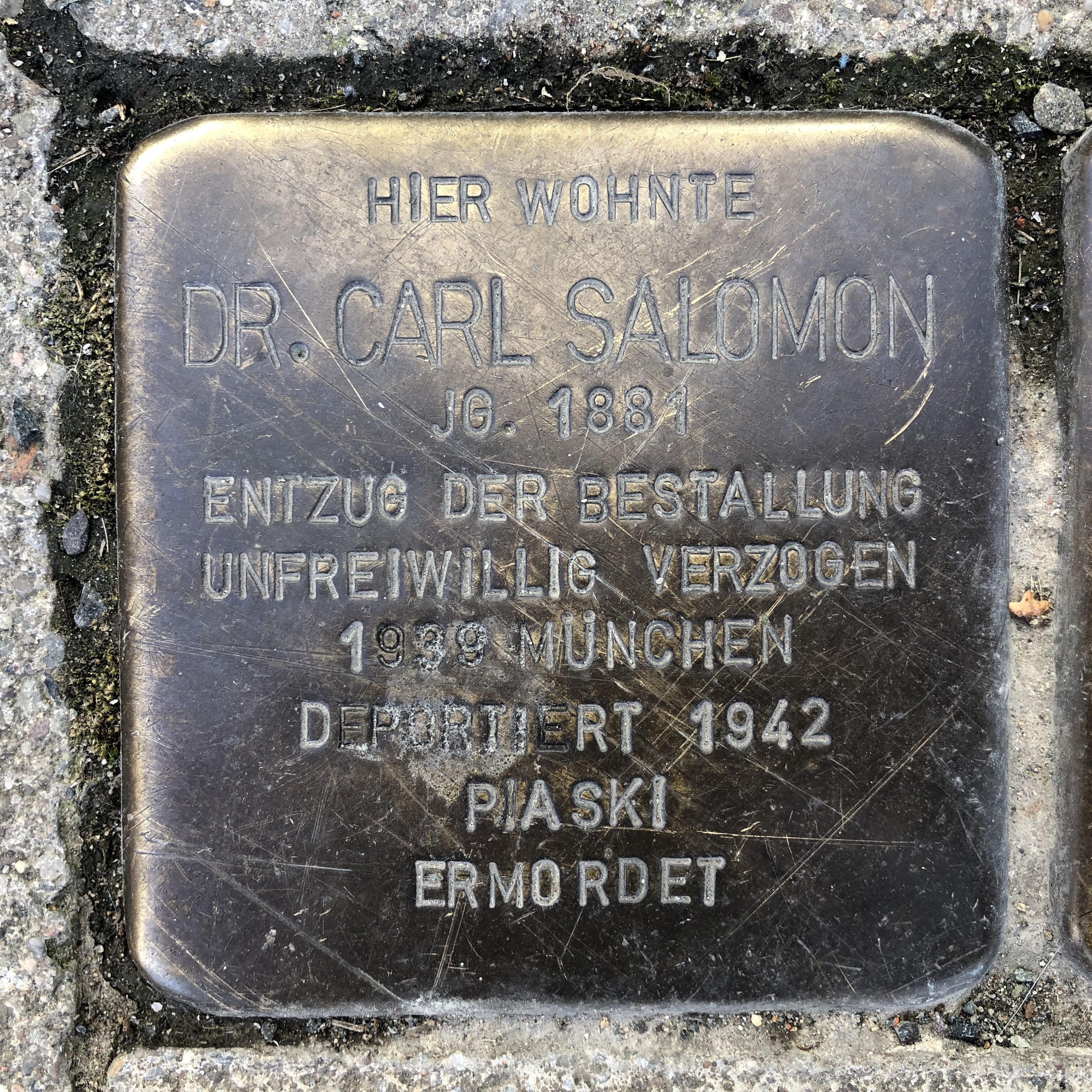
Stolperstein vor dem Königshof in Hannover, Königstraße 50: „Hier wohnte Dr. Carl Salomon“, Jahrgang 1881, nach Entzug der Bestallung 1939 unfreiwillig verzogen nach München, 1942 nach Piaski deportiert und ermordet

Carl Salomon besuchte das Realgymnasium in Bielefeld. Ab 1901 studierte er Medizin in München, Kiel und Berlin. Nach seinem Staatsexamen wurde er 1907 an der Universität Kiel promoviert und erhielt 1908 seine ärztliche Approbation.
Ab 1914 wirkte er als Facharzt für Chirurgie in Hannover und eröffnete seine Praxis im Königshof, den er auch mit seiner Familie bewohnte.
Ab 1939 leitete er in München das dortige Israelitische Krankenheim. Am 3. April 1942 wurde er in das Ghetto Piaski verschleppt und später in Majdanek ermordet.

## Gedenken
Am 6. Oktober 2014 wurden für Carl Salomon und seine Ehefrau vor dem Haus Königstraße 50 A in Hannover Stolpersteine verlegt.